# Olsza szorstka
Olsza szorstka (Alnus hirsuta (Spach) Rupr.) – gatunek drzew należący do rodziny brzozowatych. Pochodzi ze wschodniej Azji - Chin, Rosji i Japonii.

## Morfologia

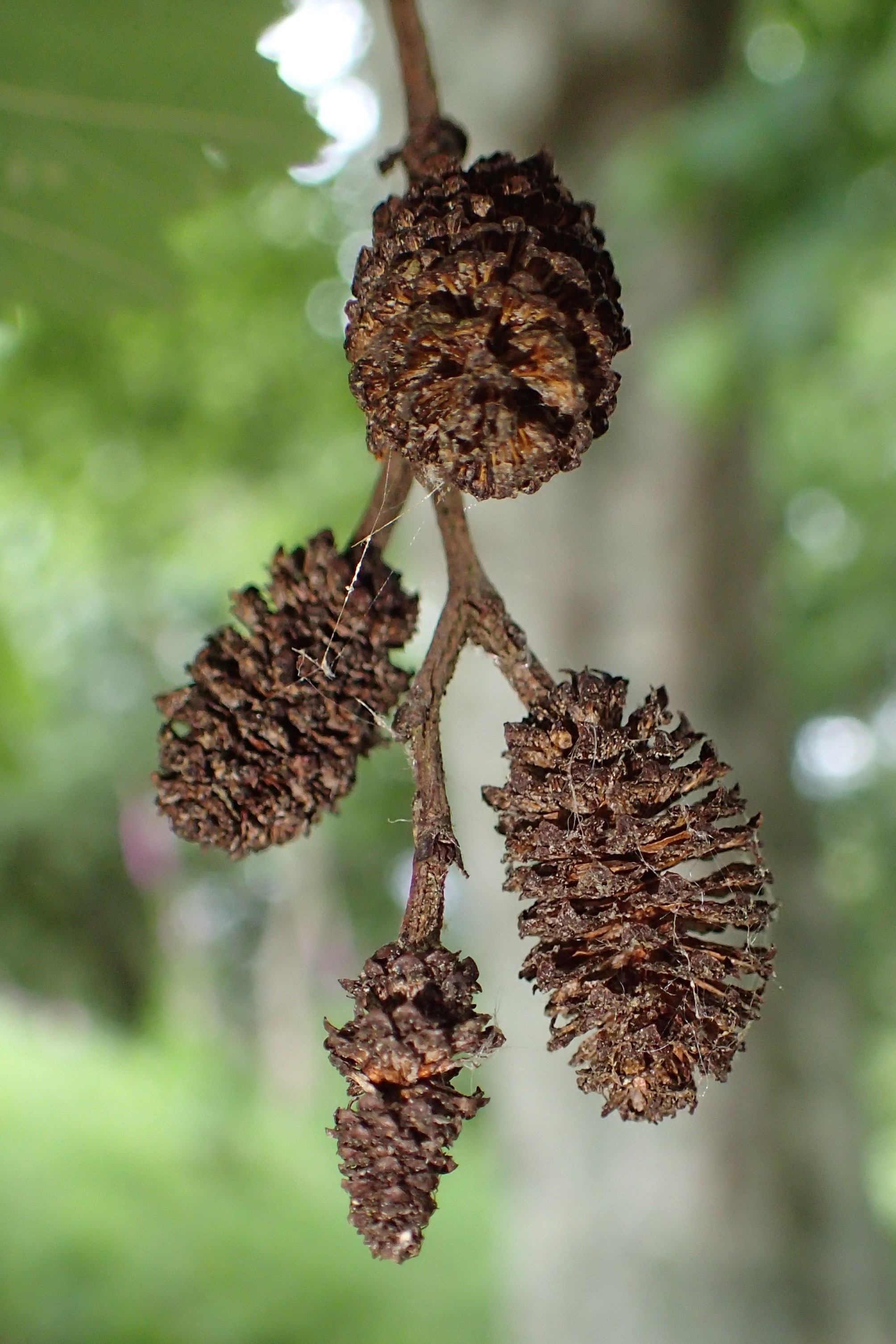
Owocostany

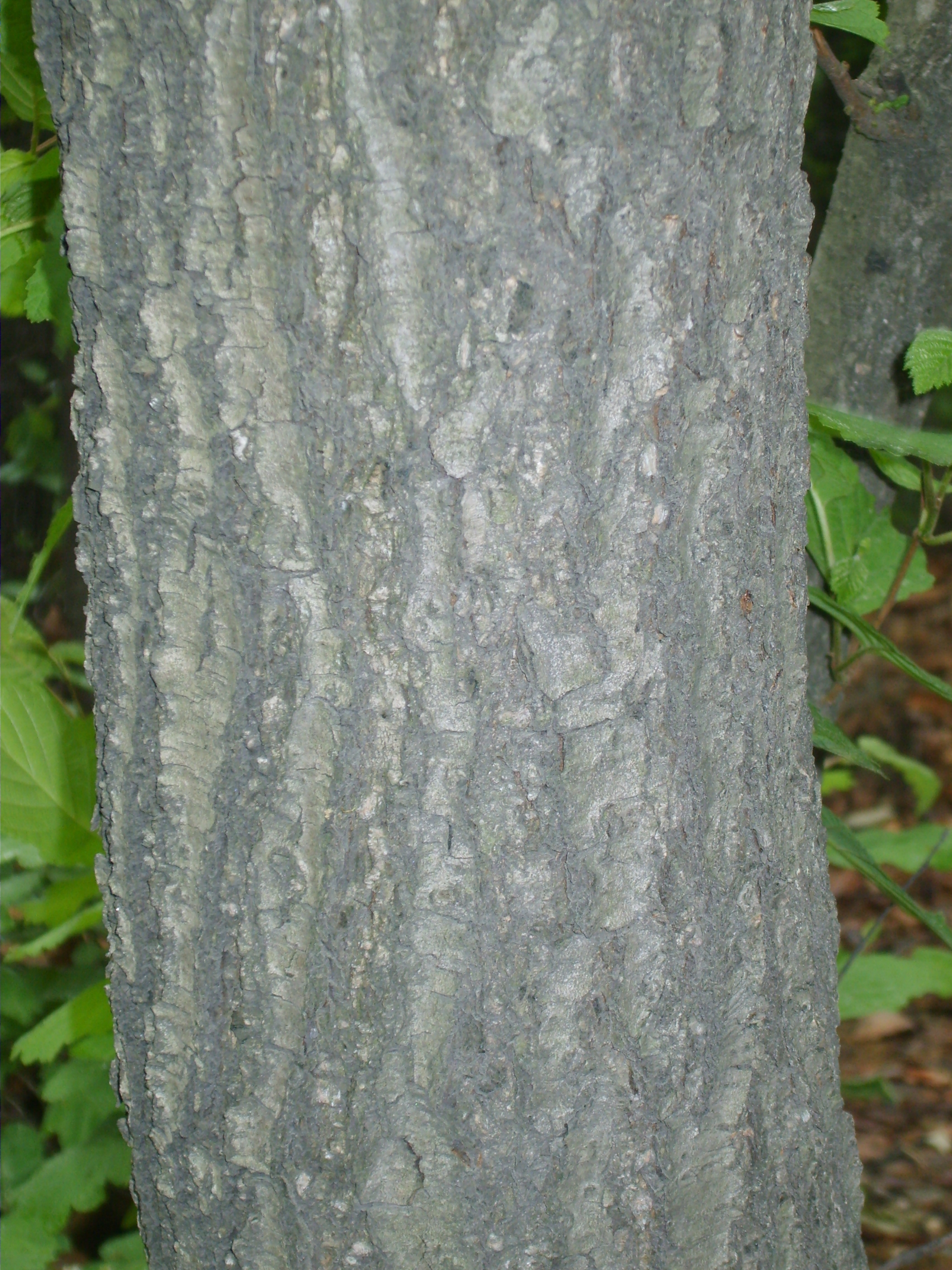
Kora

PokrójŚredniej wielkości drzewo do 20 m wysokości o szerokiej, stożkowej koronie.
KoraSzarobrązowa i gładka, niezależnie od wieku drzewa.
LiścieJajowate, szerokie. Dorastają do 12,5 cm długości i szerokości. Wierzch matowozielony i pomarszczony posiadający 9 - 12 wyraźnych par nerwów. Brzeg głęboko i nieregularnie ząbkowany. Pąki liściowe purpurowe.
KwiatyKwiaty męskie w postaci zwisających kotek, w kolorze żółtym do 8 cm długości. Kwiaty żeńskie krótsze i sterczące.
OwoceSzyszeczkowaty owocostan do 2,5 cm długości, zawierający liczne nasiona.

## Biologia i ekologia
Roślina jednopienna, wiatropylna. Kwitnie wczesną wiosną przed pojawieniem się liści. Gatunek blisko spokrewniony z olszą szarą, posiada jednak większe, bardziej zaokrąglone i głębiej piłkowane liście. Preferuje gleby wilgotne. Do Europy, gdzie bywa spotykana w ogrodach botanicznych, sprowadził ją James Veitch w 1879 roku.